# NGC 5569
NGC 5569 este o intermediate spiral galaxy⁠(d) situată în constelația Fecioara. A fost descoperită în 26 aprilie 1849 de către William Parsons, 3rd Earl of Rosse⁠(d). Se află la o distanță de 17 megaparseci de Pământ.